# Ангелов, Виктор
Виктор Ангелов (макед. Виктор Ангелов; родился 27 марта 1994 года в Дортмунд, Германия) — македонский футболист, нападающий. Выступал за сборную Македонии.

## Клубная карьера
Ангелов — воспитанник дортмундской Боруссии и клуба «Работнички». 30 апреля 2010 года в матче против «Пелистера» он дебютировал в чемпионате Македонии. 14 апреля 2012 года в поединке против «Ренова» Виктор забил свой первый гол за «Работничков». В 2013 году для получения игровой практики он на правах аренды играл за «Тетекс».
Летом того же года Ангелов перешёл в столичный «Металлург». 1 сентября в матче против «Вардара» он дебютировал за новый клуб. 18 мая 2014 года в поединке против «Македония Гёрче Петров» Виктор забил свой первый гол за «Металлург».
В начале 2016 года Ангелов подписал контракт с венгерском «Уйпештом». 13 февраля в матче против «Видеотона» он дебютировал в чемпионате Венгрии. 11 марта 2017 года в поединке против «Гонведа» Виктор забил свой первый гол за «Уйпешт». В начале 2018 года Ангелов на правах аренды вернулся в «Работнички».
Осенью 2018 года перешёл в македонский клуб «Шкупи», где провёл один сезон. Летом 2019 года перешёл в боснийский «Широки-Бриег».

## Международная карьера
17 ноября 2015 года в товарищеском матче против сборной Ливана Ангелов дебютировал за сборную Македонии. По состоянию на август 2020 года этот матч остаётся для него единственным.
В 2017 году в составе молодёжной сборной Македонии Ангелов принял участие в молодёжном чемпионате Европы в Польше. На турнире он сыграл в матчах против команд Испании и Португалии.